# Leichtathletik-Europameisterschaften 1966/100 m der Frauen

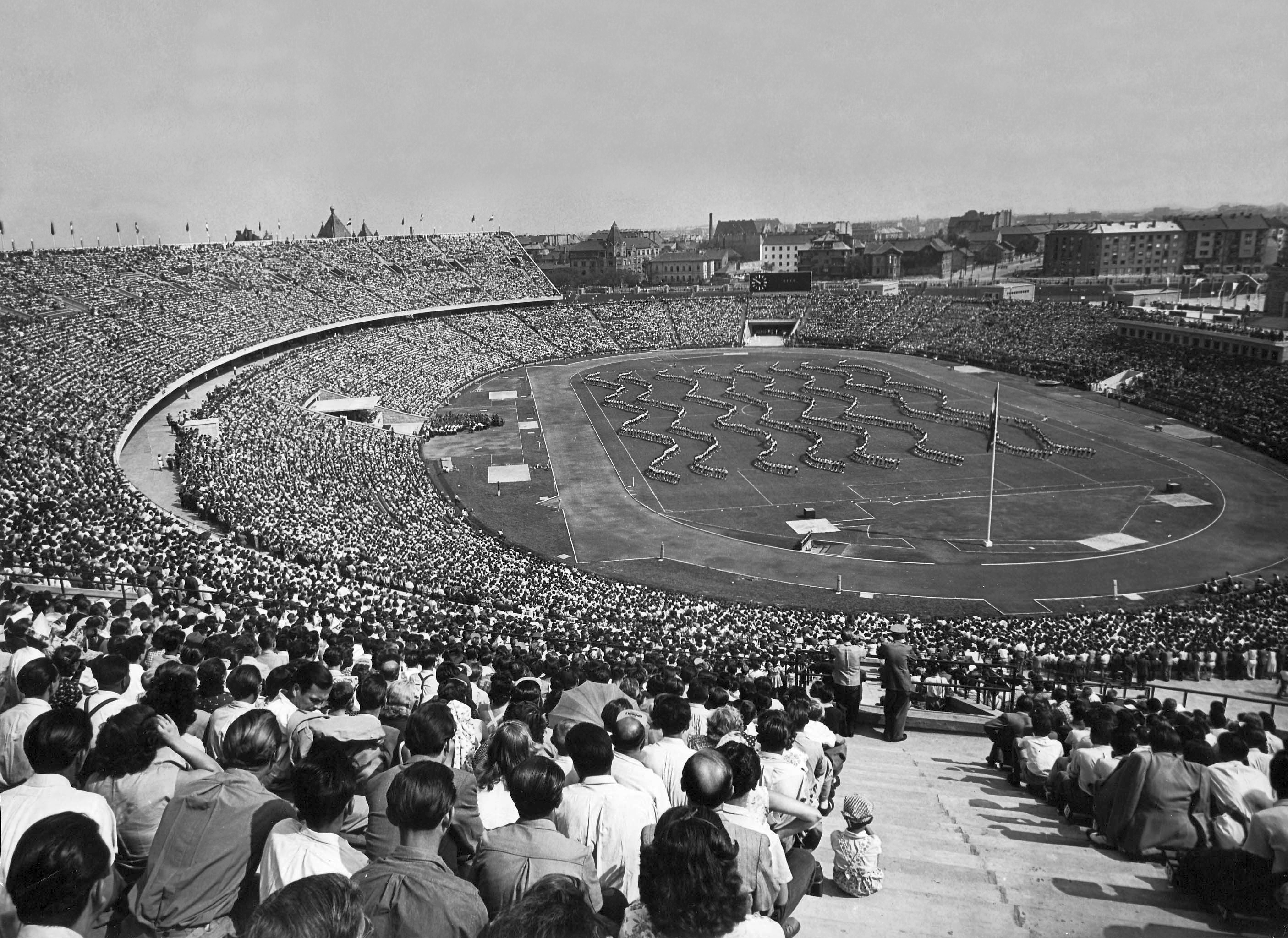
Das Népstadion bei einer Veranstaltung im Jahr 1953

Der 100-Meter-Lauf der Frauen bei den Leichtathletik-Europameisterschaften 1966 wurde am 30. und 31. August 1966 im Budapester Népstadion ausgetragen.
In diesem Wettbewerb gab es einen Doppelsieg für die Sprinterinnen aus Polen. Europameisterin wurde Ewa Kłobukowska. Sie gewann vor der Mitinhaberin des Weltrekords, Irena Kirszenstein. Bronze ging an die Bundesdeutsche Karin Frisch.

## Rekorde

### Bestehende Rekorde
| Weltrekord   | 11,1 s | Irena Kirszenstein | Prag, Tschechoslowakei (heute Tschechien) | 9. Juli 1965       |
| Weltrekord   | 11,1 s | Wyomia Tyus        | Kiew, Sowjetunion (heute Ukraine)         | 31. Juli 1965      |
| Europarekord | 11,1 s | Irena Kirszenstein | Prag, Tschechoslowakei (heute Tschechien) | 9. Juli 1965       |
| EM-Rekord    | 11,4 s | Jutta Heine        | Halbfinale der EM Belgrad, Jugoslawien    | 13. September 1962 |

### Rekordegalisierungen
Die polnische. Europameisterin Ewa Kłobukowska egalisierte den bestehenden Meisterschaftsrekord von 11,4 s zweimal:
- Zweiter Vorlauf am 30. August bei Windstille
- Erstes Halbfinale am 31. August bei Windstille

Der Gegenwind im Finale von 1,1 m/s führte mit dazu, dass es keine Verbesserungen oder weitere Egalisierungen des EM-Rekords gab.

## Problemfeld Geschlechtsstatus
Diskussionen gab es um die Frage des Geschlechtsstatus: Sind alle Sportlerinnen, die bei den Frauenwettkämpfen antreten, tatsächlich, Frauen? Es hatte in der Vergangenheit vor allem bei den beiden überaus erfolgreichen sowjetischen Geschwistern Tamara und Irina Press, Zweifel gegeben. Die beiden stellten sich den neu eingeführten sogenannten Sextests nicht, nahmen somit an diesen Europameisterschaften nicht teil und tauchten von da an nie mehr bei Wettkämpfen auf.
Mit der hier ebenfalls stark auftretenden Polin Ewa Kłobukowska war eine weitere Athletin von diesen Geschlechtstests betroffen. Sie passierte den Test bei diesen Europameisterschaften ohne Beanstandung, wurde allerdings im Jahr 1967 im Rahmen des Europacups aufgrund ihrer Geschlechtschromosome als Hermaphrodit eingestuft. Dies hatte zur Folge, dass sie von da nicht mehr an Wettbewerben teilnehmen konnte. 1969 strich der Weltleichtathletikverband (damals IAAF) nachträglich alle Weltrekorde, an denen Ewa Kłobukowska beteiligt war. Ihre errungenen Titel und Medaillen durfte sie dagegen behalten. Zur Einordnung dieser Fakten gehört allerdings auch die Tatsache, dass die betroffene Sportlerin später heiratete und einen Sohn gebar.

## Vorrunde
30. August 1966, 18.40 Uhr
Die Vorrunde wurde in vier Läufen durchgeführt. Die ersten vier Athletinnen pro Lauf – hellblau unterlegt – qualifizierten sich für das Halbfinale.

### Vorlauf 1
Wind: ±0,0 m/s
| Platz | Name                | Nation         | Zeit (s) |
| ----- | ------------------- | -------------- | -------- |
| 1     | Irena Kirszenstein  | Polen          | 11,6     |
| 2     | Wilma van den Berg  | Niederlande    | 11,8     |
| 3     | Jutta Stöck         | BR Deutschland | 11,9     |
| 4     | Ingrid Tiedtke      | DDR            | 11,9     |
| 5     | Walentyna Bolschowa | Sowjetunion    | 12,0     |
| 6     | Gabrielle Meyer     | Frankreich     | 12,2     |

### Vorlauf 2
Wind: ±0,0 m/s
| Platz | Name             | Nation           | Zeit (s) |
| ----- | ---------------- | ---------------- | -------- |
| 1     | Ewa Kłobukowska  | Polen            | 11,4 CRe |
| 2     | Eva Lehocká      | Tschechoslowakei | 11,6     |
| 3     | Nicole Montandon | Frankreich       | 11,8     |
| 4     | Daphne Slater    | Großbritannien   | 11,9     |
| 5     | Ursula Böhm      | DDR              | 11,9     |
| 6     | Erzsébet Bartos  | Ungarn           | 11,9     |

### Vorlauf 3

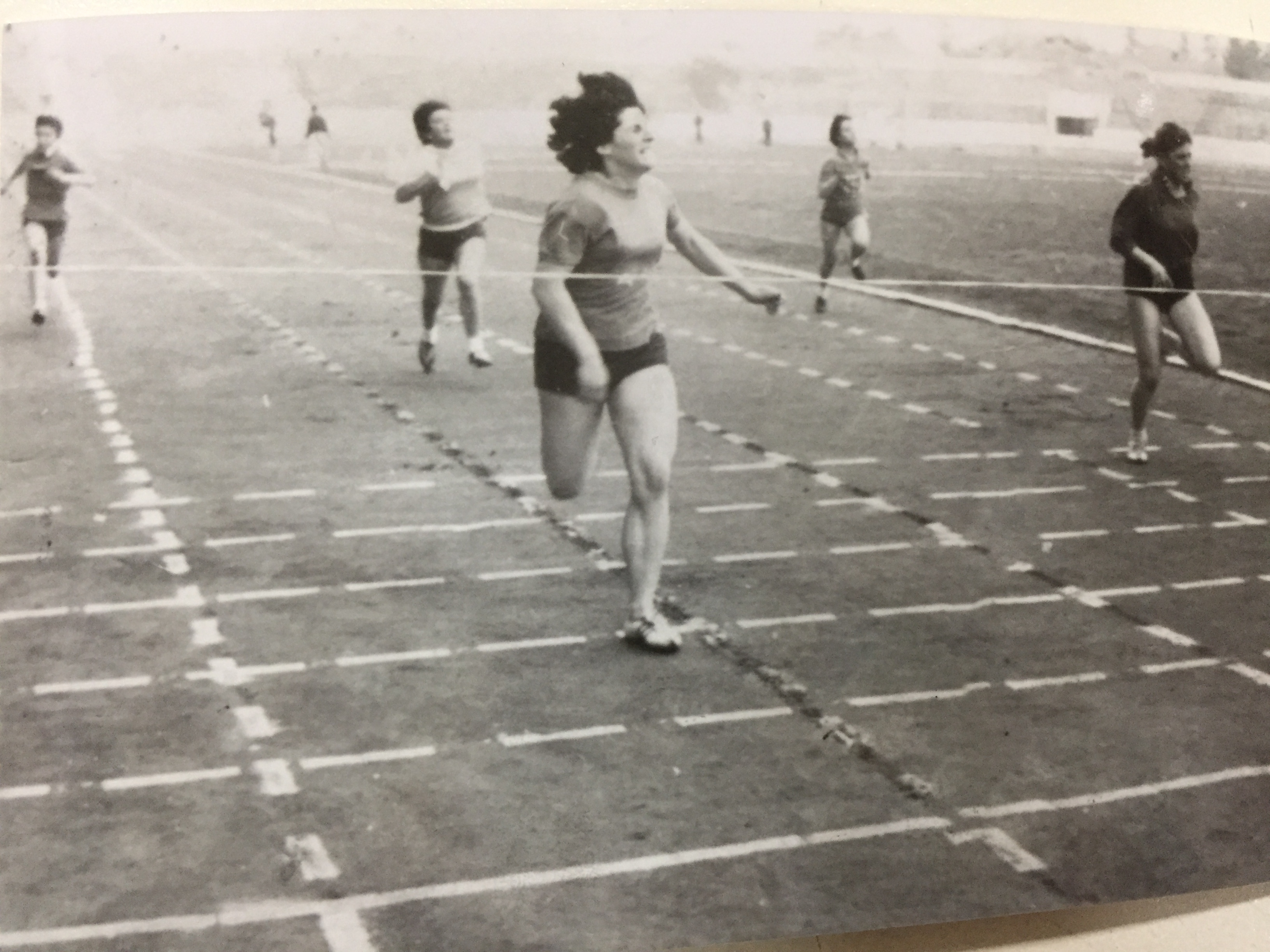
Myzejen Duli – ausgeschieden als Sechste des dritten Vorlaufs

Wind: +0,4 m/s
| Platz | Name             | Nation         | Zeit (s) |
| ----- | ---------------- | -------------- | -------- |
| 1     | Karin Frisch     | BR Deutschland | 11,7     |
| 2     | Margit Nemesházi | Ungarn         | 11,8     |
| 3     | Lidy Vonk        | Niederlande    | 11,9     |
| 4     | Sylviane Telliez | Frankreich     | 11,9     |
| 5     | Renāte Lāce      | Sowjetunion    | 12,0     |
| 6     | Myzejen Duli     | Albanien       | 12,7     |

### Vorlauf 4
Wind: ±0,0 m/s
| Platz | Name              | Nation         | Zeit (s) |
| ----- | ----------------- | -------------- | -------- |
| 1     | Hannelore Trabert | BR Deutschland | 11,7     |
| 2     | Wera Popkowa      | Sowjetunion    | 11,8     |
| 3     | Jill Hall         | Großbritannien | 11,9     |
| 4     | Corrie Bakker     | Niederlande    | 12,0     |
| 5     | Elżbieta Kolejwa  | Polen          | 12,1     |

## Halbfinale

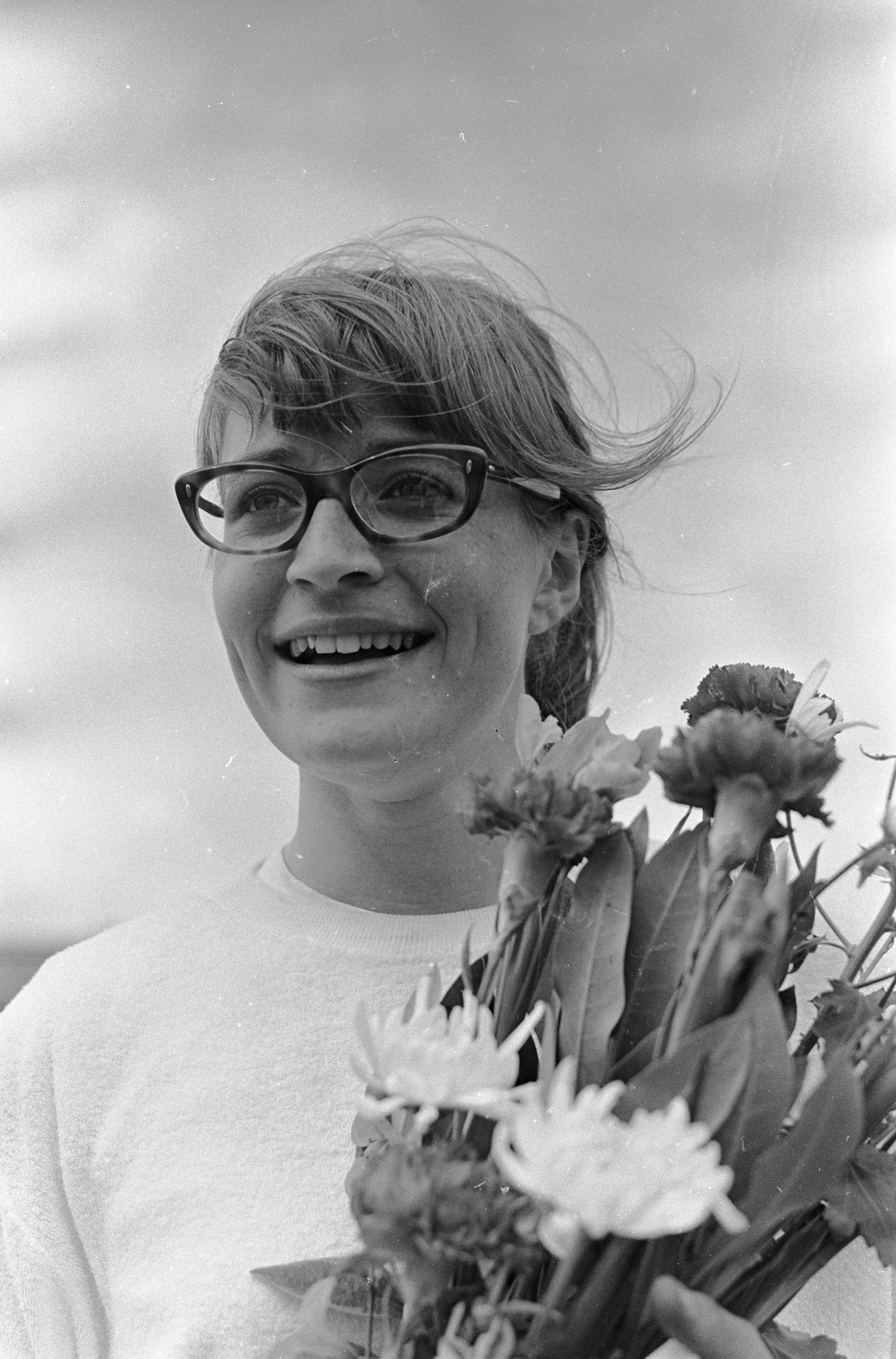
Wilma van den Berg erreichte als Sechste des ersten Halbfinals nicht das Finale
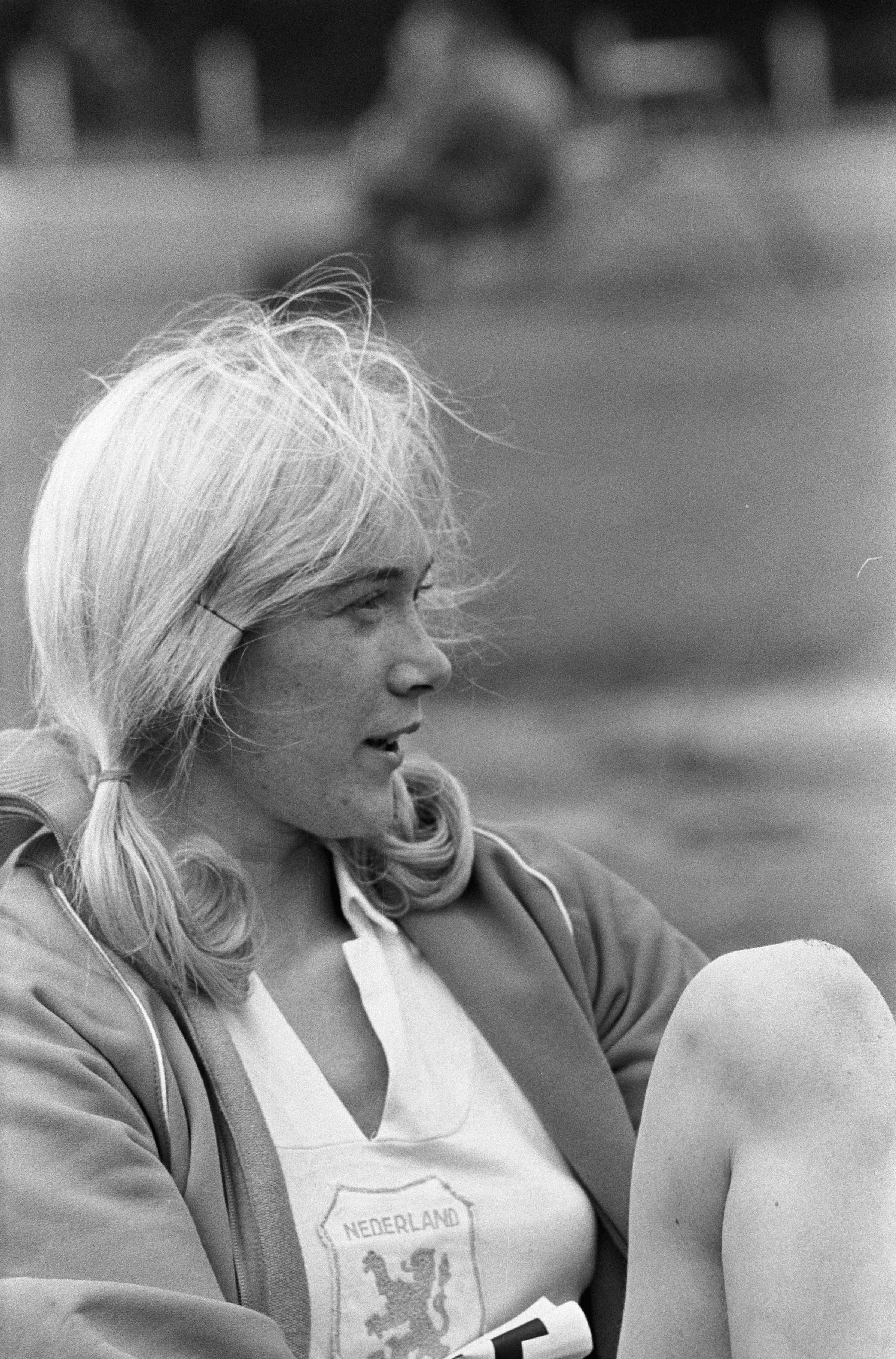
Platz sieben im ersten Halbfinale reichte Corrie Bakker nicht für die Finalteilnahme

31. August 1966, 17.30 Uhr
In den beiden Halbfinalläufen qualifizierten sich die jeweils ersten vier Athletinnen – hellblau unterlegt – für das Finale.

### Lauf 1
Wind: ±0,0 m/s
| Platz | Name               | Nation           | Zeit (s) |
| ----- | ------------------ | ---------------- | -------- |
| 1     | Ewa Kłobukowska    | Polen            | 11,4 CRe |
| 2     | Karin Frisch       | BR Deutschland   | 11,7     |
| 3     | Eva Lehocká        | Tschechoslowakei | 11,8     |
| 4     | Jutta Stöck        | BR Deutschland   | 11,8     |
| 5     | Nicole Montandon   | Frankreich       | 11,9     |
| 6     | Wilma van den Berg | Niederlande      | 11,9     |
| 7     | Corrie Bakker      | Niederlande      | 12,0     |
| 8     | Daphne Slater      | Großbritannien   | 12,0     |

### Lauf 2

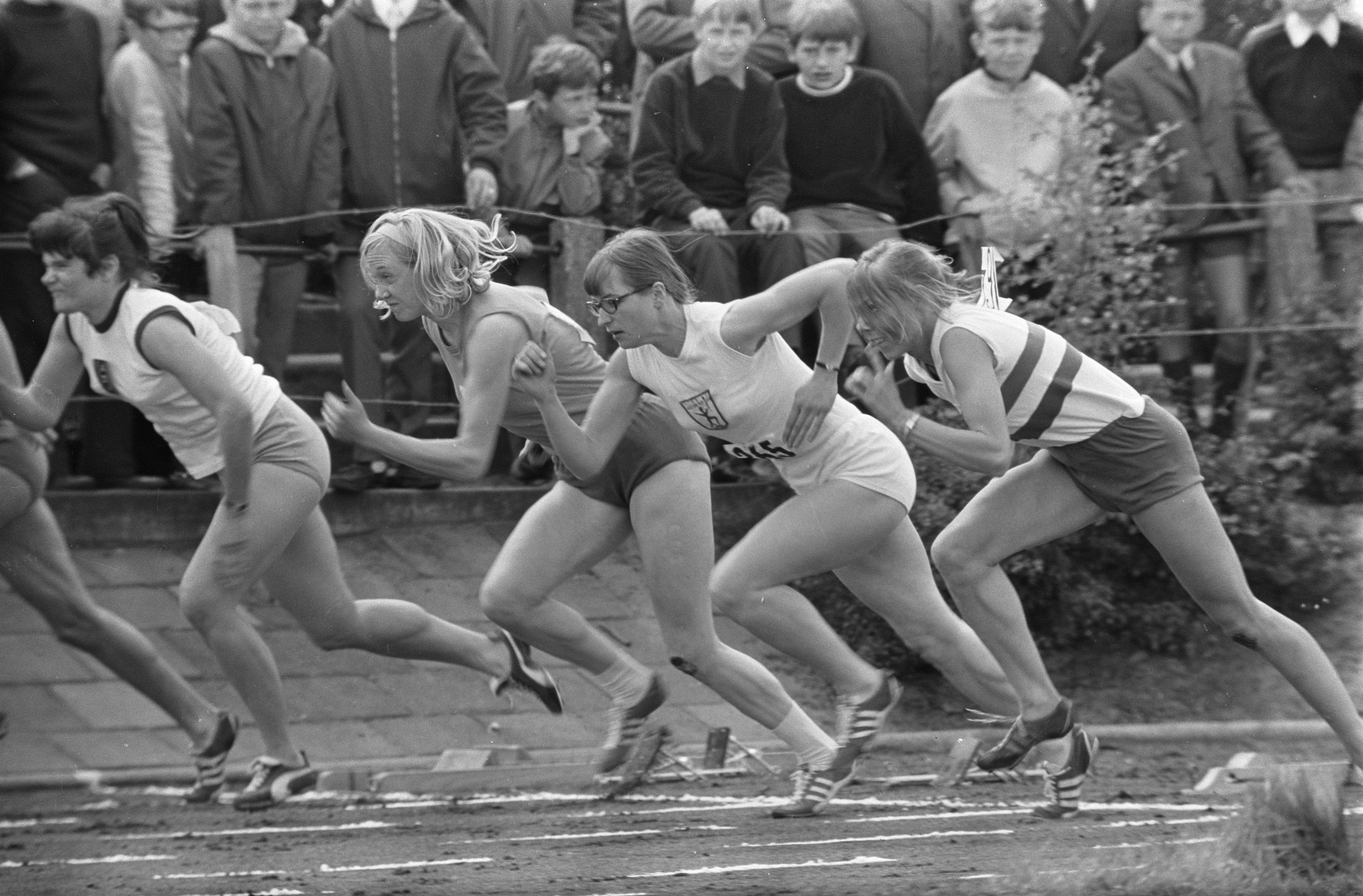
Lidy Vonk (ganz links) – ausgeschieden als Siebte des zweiten Halbfinals

Wind: +0,7 m/s
| Platz | Name               | Nation         | Zeit (s) |
| ----- | ------------------ | -------------- | -------- |
| 1     | Irena Kirszenstein | Polen          | 11,5     |
| 2     | Margit Nemesházi   | Ungarn         | 11,8     |
| 3     | Hannelore Trabert  | BR Deutschland | 11,8     |
| 4     | Wera Popkowa       | Sowjetunion    | 11,8     |
| 5     | Jill Hall          | Großbritannien | 11,9     |
| 6     | Sylviane Telliez   | Frankreich     | 11,9     |
| 7     | Lidy Vonk          | Niederlande    | 11,9     |
| 8     | Ingrid Tiedtke     | DDR            | 11,9     |

## Finale

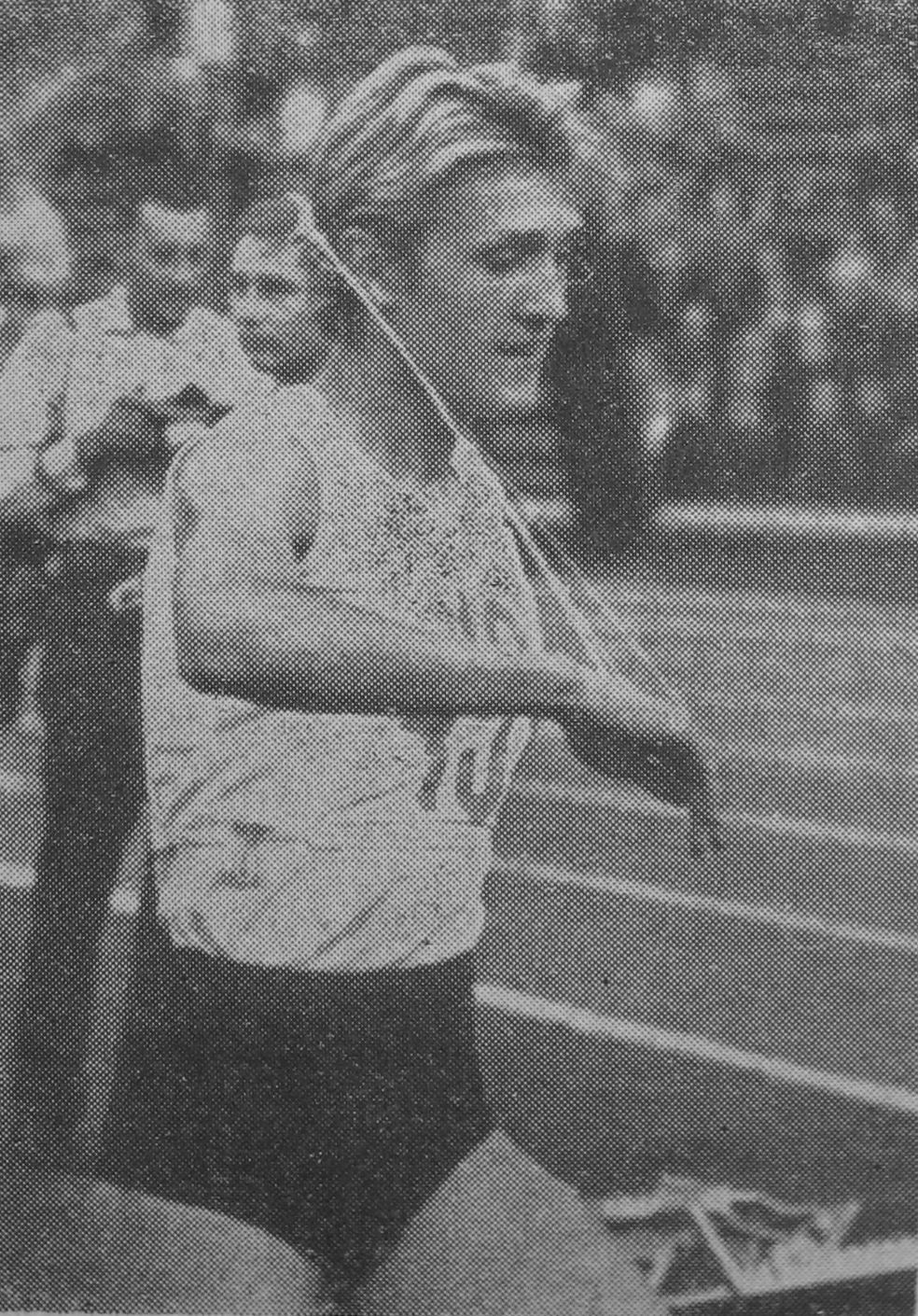
Europameisterin Ewa Kłobukowska – bei diesen Europameisterschaften auch Zweite über 200 Meter und Siegerin mit der 4-mal-100-Meter-Staffel
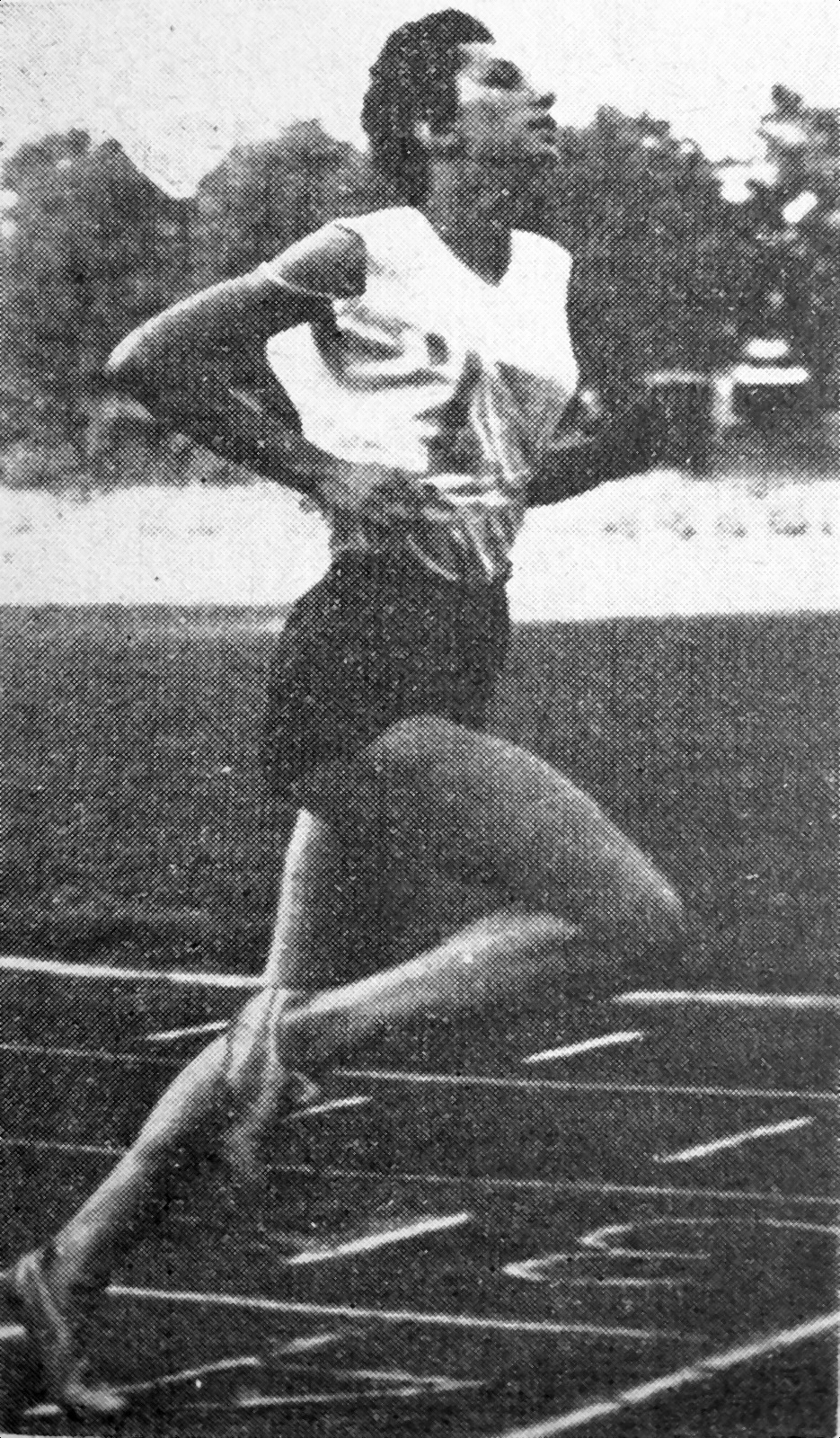
Vizeeuropameisterin Irena Kirszenstein, spätere Irena Szewińska, errang hier ihre ersten großen Erfolge mit Siegen über 200 Meter, im Weitsprung und mit der Sprintstaffel. In den kommenden Jahren wurde sie mehrfache Olympiasiegerin über 200 und 400 Meter sowie mit der 4-mal-100-Meter-Staffel.

31. August 1966, 18.50 Uhr
Wind: −1,1 m/s
| Platz | Name               | Nation           | Zeit (s) |
| ----- | ------------------ | ---------------- | -------- |
| 1     | Ewa Kłobukowska    | Polen            | 11,5     |
| 2     | Irena Kirszenstein | Polen            | 11,5     |
| 3     | Karin Frisch       | BR Deutschland   | 11,8     |
| 4     | Eva Lehocká        | Tschechoslowakei | 11,9     |
| 5     | Wera Popkowa       | Sowjetunion      | 11,9     |
| 6     | Margit Nemesházi   | Ungarn           | 11,9     |
| 7     | Jutta Stöck        | BR Deutschland   | 11,9     |
| 8     | Hannelore Trabert  | BR Deutschland   | 12,0     |

## Videolinks
- EUROPEAN ATHLETICS 1966 BUDAPEST 100 WOMEN KLOBUKOWSKA, youtube.com, abgerufen am 18. Juli 2022
- European Athletics In Budapest (1966), Bereich: 0:06 min bis 1:05 min, youtube.com, abgerufen am 18. Juli 2022